# Kirchberg (Berna)
Kirchberg é uma comuna da Suíça, situada no distrito administrativo de Emmental, no cantão de Berna. Tem 9,0 km² de área e sua população em 2018 foi estimada em 5.965 habitantes.